# Olle Franck
Olof "Olle" Anders Franck, född 25 juli 1894 i Kävlinge socken, död 26 februari 1963 Hölö, Hölö församling, var en svensk agronom.
Olle Franck var son till folkskolläraren Olof Anders Franck. Han avlade studentexamen i Lund 1912, studerade farmaci ett par år, praktiserade i lantbruk 1917–1920, innehade därefter några olika inspektorsbefattningar och utexaminerades för Ultuna lantbruksinstitut 1925 som agronom och 1926 som jordbrukskonsulent. 1926 blev Franck assistent och 1932 överassistent vid Centralanstalten för försäkringsväsendet på jordbruksområdet och var från 1939 statsagronom vid jordbruksförsöksanstalten vid Lantbrukshögskolan. Han utgav ett sextiotal arbeten inom jordbruksområdet, särskilt sysselsatte han sig vid frågor som rörde odlingsmarkernas halt av kalk och fosforsyra samt jordbrukets behov av dessa ämnen. Bland Francks skrifter märks Gallstranden vid Tåkern (1931), Metoder för bestämning av jordens gödslingsbehov (1932, 1933, 1938, 1939, 1942), Kalkbleket i Mästermyr (1933), Den lättlösliga fosforsyran i våra odlingsmarker (1935, 1937), Tjälbildning och grundvattensdjup (1936) och Jordens gödsling (1939, tillsammans med A. Zackrisson)